# Los héroes de Telemark
Los héroes de Telemark (en inglés, The Heroes of Telemark) es una película bélica del año 1965, dirigida por Anthony Mann y basada en la historia real de la batalla del agua pesada en Noruega durante la Segunda Guerra Mundial. Se rodó en escenarios naturales en Noruega. "Aunque no se encuentre, ni mucho menos, entre los mejores trabajos de Mann, es una intriga bélica con calidad que supo explotar el duelo interpretativo entre Harris y Douglas. Aconsejable".

## Argumento
Durante la Segunda Guerra Mundial, en la Noruega ocupada, los aliados consiguen encontrar un documento que sirve como prueba irrefutable de que los alemanes están avanzando en la búsqueda de la fisión atómica. El mayor Knud y el profesor Pedersen intentan sabotear la fábrica alemana donde se organiza todo, y así impedir la búsqueda atómica por parte de los alemanes.
Los guerrilleros de la resistencia noruega sabotearon la planta situada en Telemark, Noruega, en la que los nazis habían conseguido obtener agua pesada necesaria para el desarrollo de la bomba atómica. Los nevados paisajes noruegos sirvieron de escenario para la película y Kirk Douglas asume el papel del profesor noruego de física, que aunque al principio intentaba mantenerse al margen de la guerra, acaba uniéndose a la lucha.
La película tiene apenas un ligero parecido con la realidad. Por ejemplo: el sabotaje de la planta se llevó a cabo sin disparar un tiro, y no con la batalla que describe el film. La historia de amor del personaje interpretado por Kirk Douglas, es también pura invención. Lógicamente la película fue todo un éxito en Noruega, pero pasó sin pena ni gloria fuera de Europa.
Para subsanar las inexactitudes del film, Ray Mears hizo un documental titulado The Real Heroes of Telemark en el cual se ajustó a los hechos, utilizando algo de recreación dramática y poniendo el énfasis en la capacidad de supervivencia de los protagonistas.
La misma historia sirvió de argumento para Kampen om tungtvannet coproducción franco-noruega de 1948, considerablemente fiel a los hechos y que contó, incluso, con la interpretación de algunos de los comandos noruegos que intervinieron en la operación.